# Waldemar Björkstén

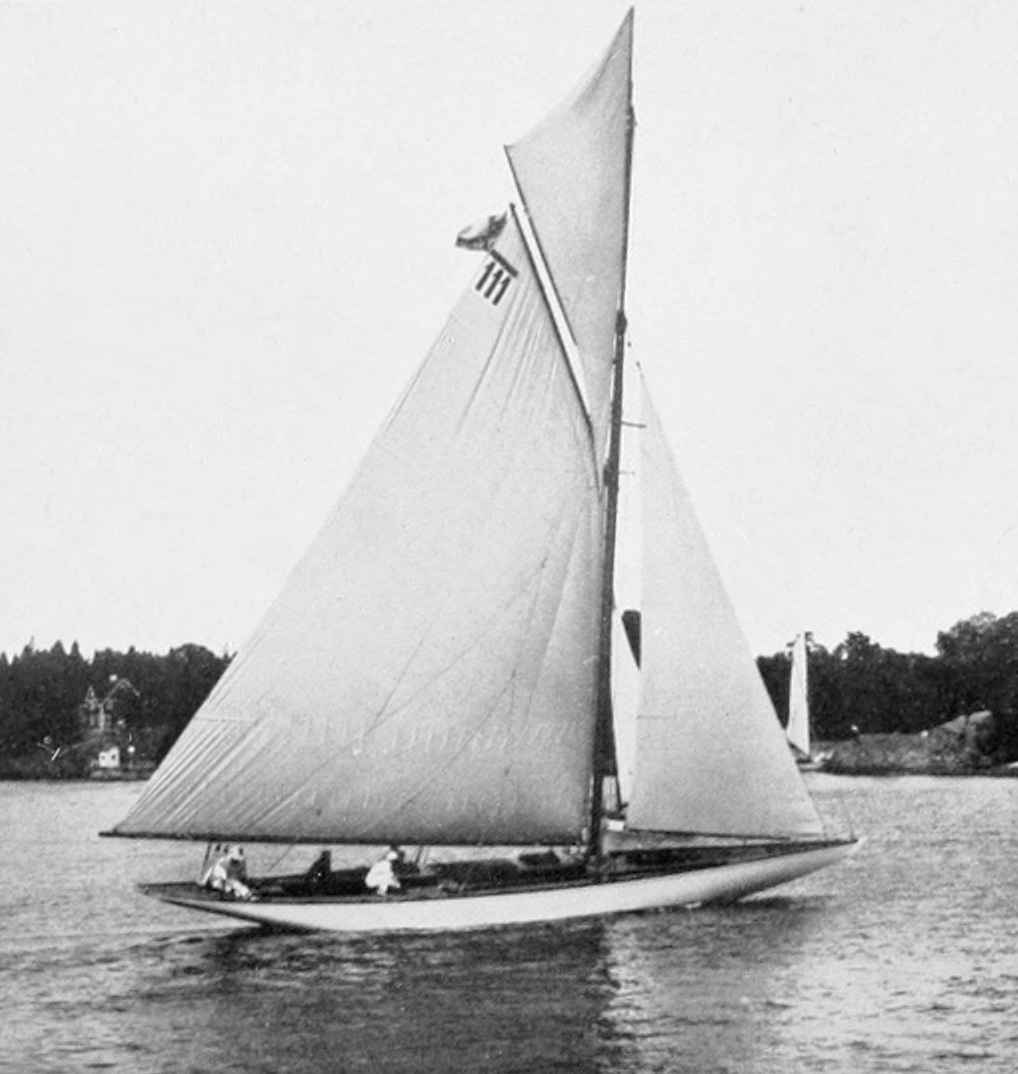
Nina

Waldemar Björkstén (ur. 12 sierpnia 1873 w Wyborgu, zm. 31 maja 1933 tamże) – fiński żeglarz, olimpijczyk, zdobywca srebrnego medalu w regatach na Letnich Igrzyskach Olimpijskich w 1912 roku w Sztokholmie.
Na Letnich Igrzyskach Olimpijskich 1912 zdobył srebro w żeglarskiej klasie 10 metrów. Załogę jachtu Nina tworzyli również Erik Lindh, Harry Wahl, Jacob Björnström, Bror Brenner, Allan Franck i Aarne Pekkalainen.